# Phyllomya fuscicosta
Phyllomya fuscicosta là một loài ruồi trong họ Tachinidae.